# Walter Wellman

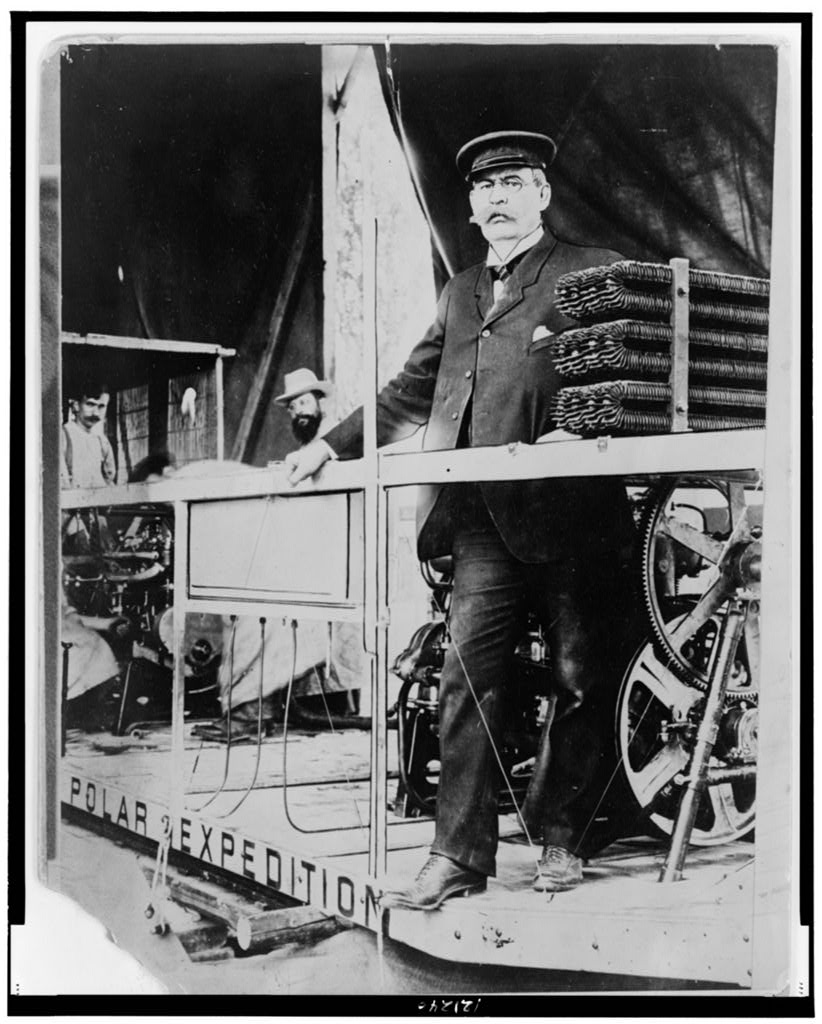
Walter Wellman, de pie en la cubierta del dirigible

Walter E. Wellman (Mentor, Ohio, 3 de noviembre de 1858 - Nueva York; 31 de enero de 1934) fue un periodista estadounidense, recordado por haber dirigido varias expediciones fallidas que intentaron alcanzar el Polo Norte en trineos (desde Svalbard, en 1894; desde la Tierra de Francisco José, en 1898) y hacer algunos intentos más usando dirigibles (el América en 1907, 1909 y 1910; el Akron en 1911, en el que murieron sus cinco tripulantes en el vuelo de prueba).

## Primeros años
Walter Wellman nació en Mentor, Ohio, en 1858. Fue el sexto hijo de Alonzo Wellman y el cuarto de su segunda esposa Minerva Sibilla (Graves) Wellman. El padre de Walter, Alonzo, sirvió tres años en la Guerra Civil Americana cuando Walter era joven. Inicialmente estuvo con la Compañía D del 105.º Regimiento de Infantería de Ohio antes de convertirse en carpintero de barcos con la Escuadra del río Misisipi. Cuando regresó de la guerra, llevó a su familia al oeste de Ohio para convertirse en colonos pioneros del condado de York (Nebraska).
A los 14 años, Walter fundó un periódico semanal en Sutton. A los 21 años, Walter regresó a Ohio para establecer el Cincinnati Evening Post y se casó con Laura McCann en Canton (Ohio) el 24 de diciembre de 1879. Tuvieron cinco hijas. En 1884 se convirtió en corresponsal político y corresponsal en Washington D. C. del Chicago Herald y Record-Herald .

## Exploración temprana

### San Salvador
Para una cubrir noticia, el Chicago Herald le pidió a Wellman que visitara y evaluara los probables candidatos del lugar de desembarco inicial de Cristóbal Colón en las Américas. Marcó la presunta ubicación en la isla de San Salvador en las islas Bahamas con un monumento en 1892.

### Svalbard

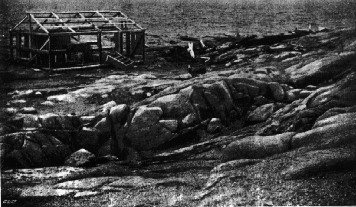
Ruinas de la cabaña de Wellman en Waldenøya (1897)

En 1894, Wellman dirigió una expedición polar. Fletó el vapor de hielo noruego Ragnvald Jarl de Ålesund y reunió un equipo de 14 expedicionarios, en su mayoría de Estados Unidos y Noruega. Después de un fácil paso hacia el norte del archipiélagos de Svalbard, el barco llegó a la barrera de hielo en la isla de Waldenøya, un pequeño islote rocoso. Con trineos y botes de aluminio, la expedición se dirigió a la isla de Martensøya desde donde tenían la intención de continuar hasta el Polo cuando el Ragnwald Jarl que estaba atrapado en Waldenøya, fue atravesado por el hielo y se hundió. Wellman abandonó sus ambiciones polares y en su lugar exploró el noreste de las Svalbard, alcanzando una latitud de 81°N. El grupo de exploración y la tripulación del barco luego se retiraron a Lågøya , donde fueron encontrados por el foquero noruego Berntine. Wellman le ofreció al capitán 800 dólares por llevar a toda la expedición de inmediato.

### Tierra de Francisco José
Wellman hizo otro intento de alcanzar el Polo Norte en 1898. Evelyn Briggs Baldwin fue su segundo al mando. Dos estadounidenses más y cinco noruegos, entre ellos Paul Bjørvig y Bernt Bentsen (que había participado en la expedición de Nansen de 1893-1896), completaron la expedición.
Zarparon del puerto de Tromsø en el Frithjof, un vapor de hielo que fletaron al efecto. Después de llegar a cabo Flora, en la isla Northbrook, reunieron los suministros que había dejado allí la expedición Jackson-Harmsworth (1894-1897), antes de navegar hacia el este, en un intento de encontrar un camino navegable hacia el norte. Debido a la extensión del hielo, Wellman finalmente se vio obligado a erigir su campamento base, "Harmsworth House", en el cabo Tegetthoff en la isla Hall. Luego, el barco abandonó la expedición, sin que Wellman hubiera hecho las disposiciones necesarias para que un barco de socorro los llevara de regreso a casa. Encomendó esa tarea a su agente Andreas Aagaard en Tromsø.
El 5 de agosto, envió a Baldwin y a tres noruegos a establecer un campamento de avanzada más al norte, preferiblemente en el cabo Fligely. Con un equipo inadecuado y con perros no bien adiestrados, el grupo avanzó muy lentamente, arrastrando y remando con gran parte del equipo a mano. Finalmente llegaron al cabo Heller en la Tierra de Wilczek donde Baldwin hizo que los noruegos construyeran una choza que llamó «Fort McKinley». El 22 de octubre, Baldwin dejó a Bjørvig y Bentsen para que durante el invierno protegerian su puesto avanzado en el norte con suministros mínimos. Se quedaron sin medicamentos, no utilizarían combustible para calentarse y no consumirían más alimentos que la morsa y los osos polares. Bentsen pronto enfermó y deliraba. Murió el 2 de enero de 1899. Bjørvig siguió compartiendo su saco de dormir con el cadáver de Bentsen durante todo el invierno para no atraer a los osos polares.
Los otros miembros de la expedición habían pasado el invierno con relativa comodidad en Harmsworth House. Wellman, que se había peleado con Baldwin por el mal liderazgo de la expedición en trineo, se dirigió a Fort McKinley en febrero de 1899 con los tres noruegos restantes. Juntos enterraron a Bentsen, antes de continuar hacia el norte con sus trineos. Este esfuerzo se vio truncado cuando Wellman se rompió una pierna tras resbalar en el hielo el 21 de marzo a los 81° 40'N. Al día siguiente, una tormenta rompió el trozo de hielo en el que estaban acampando. Como resultado, la expedición perdió 14 perros y casi todas sus provisiones y equipo. Los noruegos lograron arrastrar a Wellman de regreso a la seguridad de Harmsworth House en un trineo.
Con el propio Wellman fuera de combate, instruyó a Baldwin para que regresara con los cuatro noruegos a la tierra de Wilczek, todavía inexplorada, con la esperanza de encontrar algunos accidentes geográficos nuevos. El descubrimiento de la isla Graham Bell resultó ser el mayor éxito de la expedición. Wellman nombró la isla en honor a Alexander Graham Bell, el inventor y presidente de la National Geographic Society que había patrocinado la expedición. También nombró muchas bahías, islotes y otros accidentes en honor a figuras estadounidenses prominentes.
La expedición fue llevada a casa el 27 de julio de 1899 por el foquero Capella.

## Dirigibles

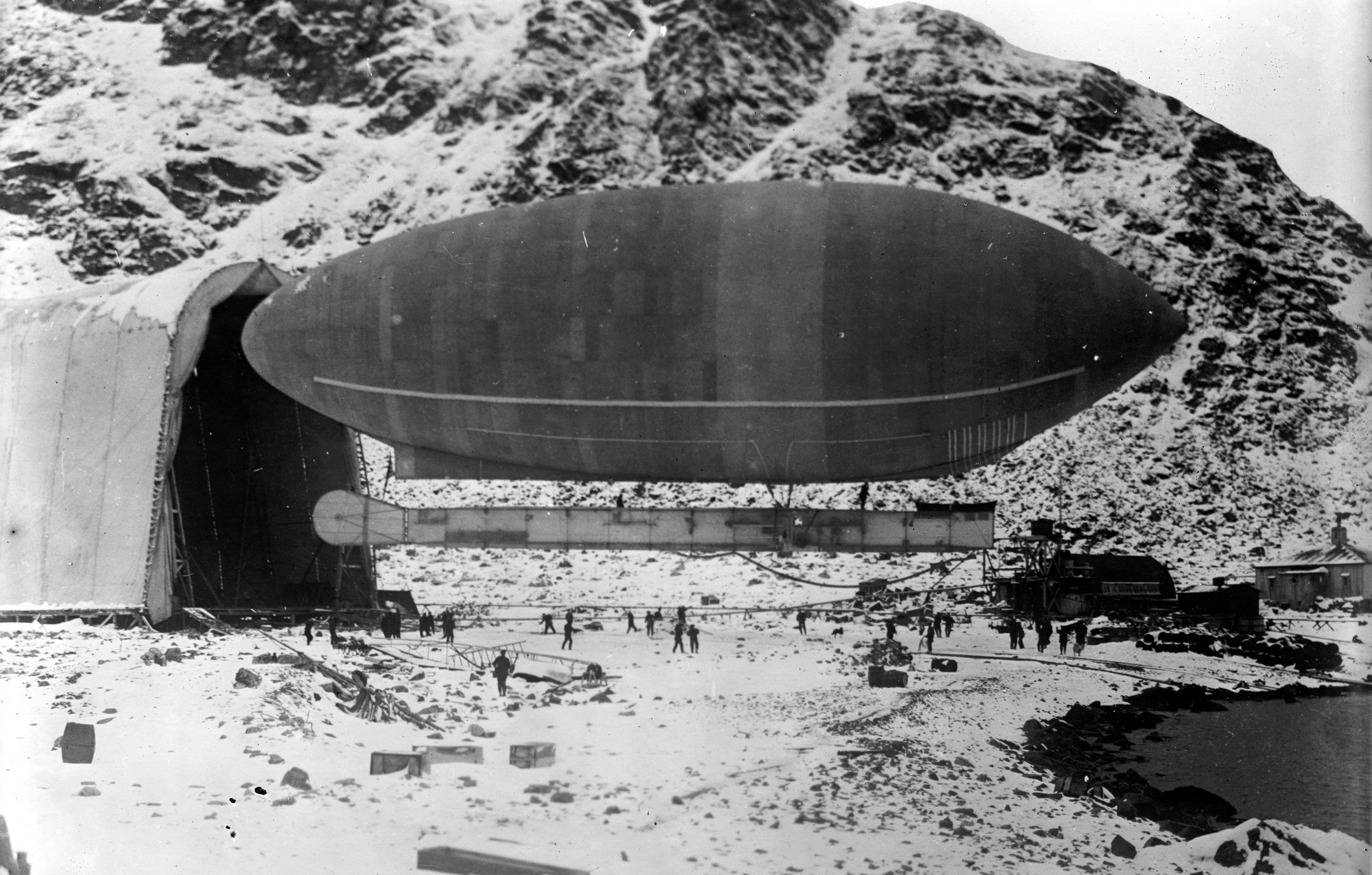
Dirigible de Wellman en Spitzbergen

El 31 de diciembre de 1905, Wellman anunció que intentaría llegar al Polo Norte, pero esta vez con una aeronave. Su periódico le proporcionó 250.000 dólares estadounidenses, y mandó construir un dirigible en París para la «Expedición Polar Wellman Chicago Record-Herald». Wellman estableció el cuartel general de la expedición en la isla de Dane, Svalbard, en el verano de 1906. El hangar no se completó hasta agosto de 1906, y los motores de la aeronave se autodestruyeron cuando se probaron. Wellman reconstruyó la aeronave en París ese invierno e intentó un viaje aéreo al Polo Norte en septiembre de 1907. Hizo un segundo intento sin asistencia financiera en 1909, pero los fallos mecánicos le obligaron a retroceder a unos 100 km al norte de Svalbard.
En el otoño norteño de 1910, Wellman amplió su aeronave America a 9760 m³ y se lanzó desde Atlantic City, Nueva Jersey el 15 de octubre de 1910. El ingeniero Melvin Vaniman envió una de las primeras transmisiones de radio aéreas cuando instó al barco a «¡venir a buscar a este maldito gato!» —el gato Kiddo que (al principio) no estaba contento con estar en el aire. Después de 38 horas, el motor falló y la aeronave se desvió hasta que fueron rescatados por el barco de vapor Royal Mail Trent , no lejos de las Bermudas.
Un segundo dirigible, el Akron, fue construido al año siguiente. Explotó durante su primer vuelo de prueba. Murió la tripulación de cinco, incluido su capitán, el mismo Melvin Vaniman que fue un sobreviviente del América. Casi un siglo después se localizaron sus restos sumergidos. Estos fragmentos, junto con el bote salvavidas de la aeronave, que Goodyear Tire and Rubber Company habían almacenado desde 1912, fueron luego donados a la Institución Smithsonian.

## Legado
En 1902, Wellman escribió A Tragedy of the Far North publicado en The White World. El libro de Wellman The Aerial Age: A Thousand Miles by Airship over the Atlantic Ocean fue publicado en 1911. The German Republic se publicó en 1916. The Force Supreme se publicó en 1918.
Pasó sus últimos años en la ciudad de Nueva York, donde murió de cáncer de hígado en 1934. El barco de la clase Liberty Walter Wellman fue botado el 29 de septiembre de 1944 desde Todd Houston Shipbuilding Corporation de Houston, Texas.

### Publicaciones
- P.J. Capelotti (2016). The greatest show in the Arctic: the American exploration of Franz Josef Land, 1898-1905. University of Oklahoma Press. ISBN 978-0-8061-5222-6.
- P.J. Capelotti, Herman Van Dyk & Jean-Claude Cailliez. 2007. “Strange interlude at Virgohamna, Danskøya, Svalbard, 1906: the merkelig mann, the engineer and the spy,” Polar Research 26 (2007): 64–75.
- Cailliez, Jean-Claude. Première tentative d’atteindre le Pôle nord en dirigeable : l’expédition W.Wellman (1906-09) 2006-10-12. (French)
- P.J. Capelotti. 2006. “E.B. Baldwin and the American-Norwegian discovery and exploration of Graham Bell Island, 1899,” Polar Research 25 (2): 155–171.
- P.J. Capelotti. By Airship to the North Pole: An Archaeology of Human Exploration (Rutgers University Press, 1999) ISBN 0-8135-2633-7
- P.J. Capelotti. 1997. "The Wellman Polar Airship Expeditions at Virgohamna, Danskøya, Svalbard." Oslo, Norway: Norsk Polarinstitutt, Meddelelser No. 145.
- P.J. Capelotti. A Conceptual Model for Aerospace Archaeology: A Case Study from the Wellman Site, Virgohamna, Danskøya, Svalbard. (Ph.D. Dissertation, Rutgers University, 1996). University Microfilms #9633681.
- P.J. Capelotti. 1994. “A Preliminary Archæological Survey of Camp Wellman at Virgohamn, Danskøya, Svalbard,” Polar Record 30 (175).
- Michael Robinson, The Coldest Crucible: Arctic Exploration and American Culture (University of Chicago Press, 2006) ISBN 0-226-72184-1